# ضیاءالدین کمال
ضیاالدین کمال (به عربی: ضياء الدين كمال؛ زادهٔ ۲ مهٔ ۱۹۹۳) یک کشتی‌گیر اهل مصر است. وی سابقه حضور در المپیک ۲۰۱۶ ریو و المپیک ۲۰۲۰ توکیو و المپیک ۲۰۲۴ پاریس را دارد.